# Джон Спенсер
Джон Спенсер (англ. John Spencer; 20 грудня 1946 — 16 грудня 2005) — американський актор, найбільш відомий завдяки ролі Лео Макгеррі в телесеріалі «Західне крило» (1999—2005). Саме за цю роль актор отримав премію «Еммі» в 2002 році.

## Життя та кар'єра
Спенсер народився під ім'ям Джон Спесшок-молодший в Нью-Йорку в ірландсько-українській родині робітників. Закінчив школу на Манхеттені в 1963 році, після чого поступив в університет, однак так його і не закінчив. Незабаром дебютував у «Шоу Патті Дьюк», але аж до вісімдесятих практично не з'являвся на екранах.
У 1983 році Спенсер дебютував на великому екрані з роллю у фільмі «Воєнні ігри», після чого зіграв ролі другого плану у фільмах «Гра в хованки», «Море кохання» і «Чорний дощ». Найчастіше Спенсер працював на телебаченні, де зіграв у денних мильних операх «Одне життя, щоб жити», «Як обертається світ» та «Інший світ».
У 1990 році Спенсер отримав роль в серіалі «Закон Лос-Анджелеса», де знімався аж до фіналу шоу в 1994 році. Між тим він часто грав ролі другого плану на великому екрані, в таких фільмах як «Презумпція невинуватості» (1990), «Прощання з Парижем» (1995), «Скала» (1996) і «Поліцейські» (1997).
У 1999 році Спенсер отримав свою найвідомішу роль — голови президентської адміністрації Лео Макгеррі в політичному серіалі «Західне крило». Шоу виявилося дуже успішним і сподобалося критиками. А Джон в 2002 році виграв премію «Еммі» за кращу чоловічу роль другого плану в драматичному телесеріалі. Він також номінувався на «Еммі» в 2000, 2001, 2003 і 2004 роках, а крім цього висувався на «Золотий глобус» у 2003 і разом з акторським складом отримав Премію Гільдії кіноакторів США в 2001 і 2002 роках.
Спенсер помер від серцевого нападу в Лос-Анджелесі 16 грудня 2005 року, за чотири дні до свого 59-го дня народження. Крістін Ченовет, колега по серіалу «Західне крило», виконала номер «For Good» зі свого мюзиклу «Зла» на похороні актора. Смерть Спенсера була вписана в сюжет сьомого та фінального сезону серіалу.